# Хартсбург (Мисури)
Хартсбург (енгл. Hartsburg) град је у америчкој савезној држави Мисури.

## Демографија
По попису из 2010. године број становника је 103, што је 5 (-4,6%) становника мање него 2000. године.
| Група             | 2000.      | 2010.      |
| Белци             | 97 (89,8%) | 95 (92,2%) |
| Афроамериканци    | 0 (0,0%)   | 3 (2,9%)   |
| Азијати           | 0 (0,0%)   | 1 (1,0%)   |
| Хиспаноамериканци | 3 (2,8%)   | 2 (1,9%)   |
| Укупно            | 108        | 103        |